# Uberto Paolo Quintavalle
Uberto Paolo Quintavalle (Milano, 1º novembre 1926 – New York, 3 novembre 1997) è stato un giornalista e scrittore italiano.

## Biografia
Figlio di Bruno Antonio, I conte di Monasterolo d'Adda, e di Paola Marelli, la sua famiglia è iscritta nel Libro d'Oro della Nobiltà Italiana. La madre era figlia dell'industriale Ercole Marelli. Fino al 1975, i Conti Quintavalle sono stati proprietari della Villa Castelbarco, a Monasterolo, frazione di Vaprio d'Adda, in provincia di Milano. È morto nel 1997 a New York, vittima di un infarto. Ha lasciato la sua famiglia composta da Josephine Quintavalle, donna attiva nel campo politico inglese per la sua lotta contro l'aborto, e i cinque figli: Bruno, Sirio, Anteo, Rufo e Livio. Riposa al Cimitero Monumentale di Milano.
Uberto Paolo Quintavalle ha lavorato in ambito giornalistico per conto del Corriere della Sera, ma è stato soprattutto autore di vari romanzi, tra cui La festa (1953) e In cerca di Upamanyu (1995). Negli anni del Corriere conobbe Pier Paolo Pasolini che poi l'avrebbe coinvolto, in qualità di attore, nel film Salò o le 120 giornate di Sodoma (1975). Nonostante non avesse mai avuto esperienze nel mondo del cinema, Quintavalle riuscì a interpretare senza problemi la parte dell'Eccellenza, il malefico magistrato della Corte di Appello che personifica uno dei quattro poteri rappresentati dal film. Curiosamente fu doppiato ma da un altro non-attore intellettuale: il filologo e critico letterario Aurelio Roncaglia.

## Filmografia
- Salò o le 120 giornate di Sodoma, regia di Pier Paolo Pasolini (1975)

## Opere
- La festa, Modena, Guanda, 1953.
- La caccia; Lorenzino, Milano, SIPE, 1955.
- Segnati a dito, Milano, Libreria della parrucca, 1956.
- Capitale mancata, Milano, Feltrinelli, 1959.
- Tutti compromessi, Milano, Feltrinelli, 1961.
- Rito ambrosiano, rito romano, Milano, Longanesi, 1963.
- Il viaggiatore supercompresso, Milano, Longanesi, 1964.
- Code senza lucertola, Milano, Longanesi, 1965.
- Pao Pao, anticamera del paradiso, Milano, Edizioni tecnografico italiano, 1965.
- Carolinda, Milano, Olympia press Italia, 1974.
- Giornate di Sodoma, Milano, SugarCo, 1976.
- Il Dio riciclato, Milano, Rizzoli, 1989. ISBN 88-17-66610-6.
- Le diecimila canzoni di Putai, Milano, All'insegna del pesce d'oro, 1992. ISBN 88-444-1201-2.
- Fastoso degrado. Cronache di un paese in via di sottosviluppo, Firenze, Shakespeare and Company, 1993.
- Il memoriale di Pinocchio, Firenze, Shakespeare and Company, 1993. ISBN 88-8105-050-1.
- Milano perduta e le altre commedie, Milano, Sipario, 1994. ISBN 88-86252-03-X.
- Filottete. L'arco e la ferita, Milano, La vita felice, 1994. ISBN 88-86314-14-0.
- In cerca di Upamanyu, Milano, All'insegna del pesce d'oro, 1995. ISBN 88-444-1272-1.